# Єсип Максим Богданович
Максим Богданович Єсип (нар. 16 вересня 1998, Чернігів, Україна) — український футболіст, півзахисник клубу «Тростянець».

## Життєпис
Вихованець харківського «Металіста» та київського «Динамо», в складі яких і виступав у ДЮФЛУ. З 2016 по 2017 роки виступав за юнацькі команди дніпропетровського «Дніпра» (15 матчів), рівненського «Вереса» (о поєдинків) та ФК «Олександрії» (9 матчів).
У дорослому футболі дебютував у 2017 році в складі аматорського клубу «Енергетик» (Солоницівка), який виступав у чемпіонаті Харківської області (3 матчі). Напередодні початку сезону 2017/18 років став гравцем ФК «Суми». У футболці «городян» дебютував 24 вересня 2017 року в нічийному (1:1) домашньому поєдинку 13-го туру першої ліги проти «Балкан». Максим вийшов на поле на 83-ій хвилині, замінивши Олег Давидова.